# Achillea cappadocica
Achillea cappadocica là một loài thực vật có hoa trong họ Cúc. Loài này được Hausskn. & Bornm. mô tả khoa học đầu tiên năm 1890.